# کوویلکینو
شهر کوویلکینو (به روسی: Ковылкино) در کشور روسیه و در جمهوری موردوویا واقع شده‌است.